# À quoi pensent les hommes ?
Pour plus de détails, voir Fiche technique et Distribution.
À quoi pensent les hommes ? (Sind denn alle Männer Schweine?) est un téléfilm allemand, réalisé par Sophie Allet-Coche, et diffusé en 2010.

## Fiche technique
- Titre original : Sind denn alle Männer Schweine?
- Scénario : Daniel Scotti-Rosin
- Photographie : Stephan Wagner
- Musique : Andreas Lonardoni et Michael Klaukien
- Durée : 90 minutes

## Distribution
- Valerie Niehaus : Maja Nielsen
- Oliver Mommsen : Hanno Wolf
- Anna Grisebach : Britta
- Denise Zich : Silke da Salvo
- Antonio Putignano : Franco da Salvo
- Jonathan Elias Weiske : Niklas Nielsen
- Mathieu Carrière : le docteur Baldus
- Nova Meierhenrich : Eva Wolf
- Stephan Szasz : Karsten Eichelberger
- Christoph Kottenkamp : le docteur Meyer-Arndt